# Adventure Comics
Adventure Comics es una serie de cómics publicada por la editorial estadounidense DC Comics desde 1935 hasta 1983. Tuvo un total de 503 números, 472 de ellos, después de que el título fuera cambiado a Adventure Comics. Es la quinta serie más larga de DC, después de Detective Comics, Action Comics, Superman y Batman. 

## Historia
Adventure Comics comenzó su publicación de casi 50 años en 1935 con el nombre New Comics. Era la segunda de las series publicadas por la compañía National Allied Publications.
Al principio, Adventure Comics era una serie humorística, la cual después fue renombrada como New Adventure Comics en su séptimo número y se convirtió gradualmente en una serie de aventuras más seria. En el #32 su título cambió nuevamente a Adventure Comics, el cual conservaría hasta su último ejemplar. La serie fue concentrándose cada vez más en historias de superhéroes comenzando con el debut de Sandman en el #40. Otros superhéroes que aparecieron en los comienzos de Adventure son Manhunter y Starman.
Un número central de la serie fue el 103, en el que Superboy, Flecha Verde, Johnny Quick y Aquaman fueron trasladados desde More Fun Comics, que había adoptado un tono cómico; las historias de Starman y Sandman fueron canceladas para dar paso a estos nuevos personajes. Superboy se convirtió en la estrella del título y aparecería en todas las portadas a lo largo de 1969.
En el número 247 (abril de 1958), Superboy conoce a la Legión de Super Héroes, un equipo de adolescentes del futuro con superpoderes. El grupo se volvió bastante popular y apareció de manera recurrente en Adventure hasta que en el #300, y hasta el #380, la serie dedica todos sus números a la Legión. En el 381 (junio de 1969), Supergirl llega de Action Comics para protagonizar en Adventure.
En 1973, el tema de la serie cambió de las aventuras de superhéroes a aventuras sobrenaturales. El Espectro y Orquídea Negra se convirtieron en las estrellas durante esta era, pero poco después regresan los superhéroes. La última década de Adventure presentó a una gran variedad de personajes como Aquaman, un nuevo Starman, Dial H for Hero, y la Sociedad de la Justicia de América. La serie terminó como una pequeña antología de republicaciones.
DC publicó un Adventure Comics #1 como parte de la historia «El regreso de la Sociedad de la Justicia» en 1999.